# Videojuego de construcción de ciudades

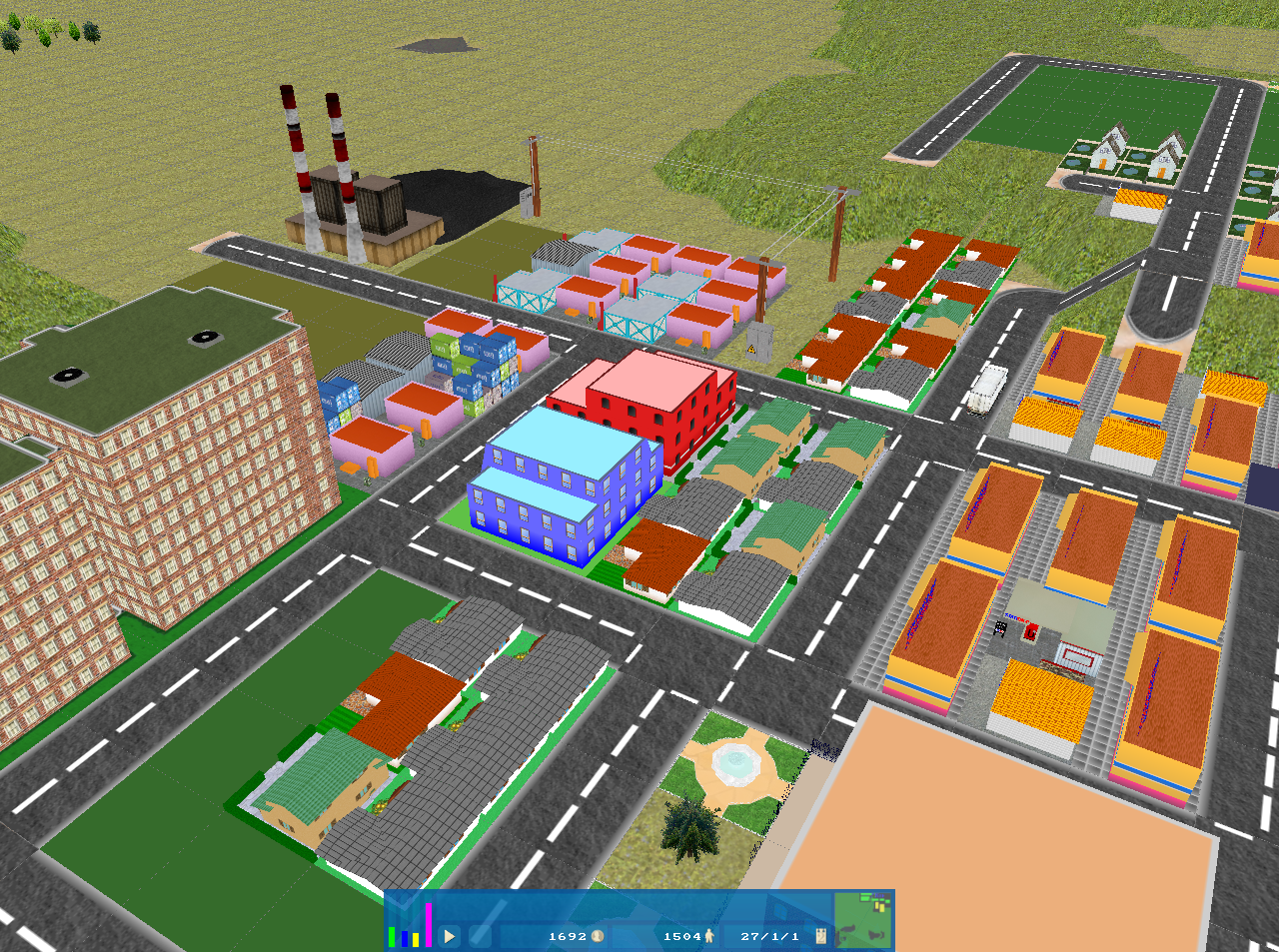
Imagen del videojuego de construcción de ciudades libre OpenCity.

Los videojuegos de construcción de ciudades son un subgénero de los videojuegos de construcción y gestión en el que el jugador es el líder de una ciudad. El objetivo principal es hacerla crecer y prosperar, gestionando todos los aspectos de ésta. Normalmente la vista es cenital (mira desde el cielo hacia la ciudad). Los jugadores solo pueden construir caminos y edificios específicos (como por ejemplo escuelas, parques, estaciones de bomberos, plantas eléctricas, etc.), pero para las viviendas, comercios e industrias se deben asignar terrenos (zonas) para su construcción, ya que no se puede construir estos tipos de edificios, de esto se encargan los habitantes de la ciudad, los cuales no son controlables. También se debe controlar la situación económica de la ciudad. A veces son confundidos con juegos en lo que el jugador toma el papel de un Dios, como por ejemplo Black and White.

## Videojuegos populares de este género
| Nombre del juego                                                        | Fecha de lanzamiento | Diseñador                                                     |
| ----------------------------------------------------------------------- | -------------------- | ------------------------------------------------------------- |
| Utopía                                                                  | 1982                 | Intellivision                                                 |
| SimCity                                                                 | 1989                 | Maxis                                                         |
| ActRaiser                                                               | 1990                 | Quintet                                                       |
| Caesar                                                                  | 1992                 | Impressions Games                                             |
| SimCity 2000                                                            | 1993                 | Maxis                                                         |
| Stronghold                                                              | 1993                 | Stormfront Studios                                            |
| Caesar II                                                               | 1995                 | Impressions Games                                             |
| Caesar III                                                              | 1998                 | Impressions Games                                             |
| SimCity 3000                                                            | 1999                 | Electronic Arts                                               |
| Faraón (videojuego)                                                     | 1999                 | Impressions Games                                             |
| Cleopatra                                                               | 2000                 | BreakAway Games                                               |
| Master of Olympus - Zeus                                                | 2000                 | Impressions Games                                             |
| Anno 1602                                                               | 2000                 | Max Design                                                    |
| Trópico                                                                 | 2001                 | PotTop Software                                               |
| Master of Atlantis - Poseidon                                           | 2001                 | Impressions Games                                             |
| MetropolisMania                                                         | 2002                 | Natsume                                                       |
| Emperador: El Nacimiento de China                                       | 2002                 | Impressions Games y BreakAway Games                           |
| Stronghold: Crusader                                                    | 2002                 | Firefly Studios                                               |
| SimCity 4                                                               | 2003                 | Electronic Arts                                               |
| Anno 1503: El Nuevo Mundo                                               | 2003                 | Sunflowers Interactive Entertainment Software GmbH - EA Games |
| Tropico 2: Pirate Cove                                                  | 2003                 | Frog City Software                                            |
| Medieval Lords: Defend, Build Expand                                    | 2004                 | Monte Cristo                                                  |
| Inmortal Cities: Children of the Nile                                   | 2004                 | Tilted Mill Entertainment                                     |
| City Life                                                               | 2006                 | Monte Cristo                                                  |
| Tycoon City: New York                                                   | 2006                 | Deep Red Studios                                              |
| Glory of the Roman Empire                                               | 2006                 | Haemimont Games                                               |
| CivCity: Rome                                                           | 2006                 | Firefly Studios y Firafix                                     |
| Caesar IV                                                               | 2006                 | Tilted Mill Entertainment                                     |
| Imperivm Civitas                                                        | 2006                 | FX Interactive                                                |
| Anno 1701                                                               | 2006                 | Related Designs                                               |
| SimCity Societies                                                       | 2007                 | Tilted Mill Entertainment                                     |
| Lincity                                                                 | 2007                 | Lincity-NG                                                    |
| Anno 1701: Dawn of Discovery                                            | 2007                 | Keen Games                                                    |
| Imperivm Civitas II                                                     | 2007                 | FX Interactive                                                |
| City Life 2008                                                          | 2008                 | Monte Cristo                                                  |
| OpenCity                                                                | 2008                 | Duong-Khang NGUYEN                                            |
| Final Fantasy Crystal Chronicles: The Little King and the Promised Land | 2008                 | Square Enix                                                   |
| Social City                                                             | 2007                 | Zynga Games                                                   |
| Anno 1404''                                                             | 2009                 | Related Designs, Blue Byte                                    |
| Cities XL                                                               | 2009                 | Monte Cristo Multimedia                                       |
| Imperivm Civitas III                                                    | 2009                 | FX Interactive                                                |
| Cities XL 2011                                                          | 2010                 | Monte Cristo Multimedia                                       |
| City Life Premium                                                       | 2010                 | Monte Cristo                                                  |
| Anno 2070                                                               | 2011                 | Related Designs, Blue Byte, Ubisoft                           |
| Cities XL 2012                                                          | 2011                 | Monte Cristo Multimedia                                       |
| The Simpsons: Tapped Out                                                | 2012                 | EA Mobile                                                     |
| Cities XL Platinum                                                      | 2013                 | Monte Cristo Multimedia                                       |
| SimCity                                                                 | 2013                 | Electronic Arts                                               |
| Banished                                                                | 2014                 | Shining Rock Software                                         |
| SimCity BuildIt                                                         | 2014                 | EA Mobile                                                     |
| Stronghold Crusader 2                                                   | 2014                 | Firefly Studios                                               |
| Tropico 5                                                               | 2014                 | Kalypso Media                                                 |
| Cities XXL                                                              | 2015                 | Focus Home Interactive                                        |
| Cities: Skylines                                                        | 2015                 | Colossal Order                                                |
| Anno 2205                                                               | 2015                 | Ubisoft Blue Byte                                             |
| Urban Empire                                                            | 2017                 | Kalypso Media                                                 |
| Futurama: Worlds of Tomorrow                                            | 2017                 | TinyCo, Jam City, Inc.                                        |
| Tropico 6                                                               | 2019                 | Limbic Entertainment                                          |
| Cities: Skylines II                                                     | 2023                 | Colossal Order                                                |